# Echinochloa praestans
Echinochloa praestans är en gräsart som beskrevs av P.W.Michael. Echinochloa praestans ingår i släktet hönshirser, och familjen gräs. Inga underarter finns listade i Catalogue of Life.